# Дхар (округ)
Дхар (гінді धार जिला) — округ в індійському штаті Мадх'я-Прадеш.